# Jean-Armel Kana-Biyik
Jean-Armel Kana-Biyik (ur. 3 lipca 1989 w Metzu) – kameruński piłkarz, występuje na pozycji obrońcy.

## Kariera klubowa
Od 1999 szkolił się w szkółce piłkarskiej Le Havre AC.22 lutego 2008 zadebiutował w drużynie zawodowej Le Havre AC na szczeblu Ligue 2. W 2008 roku został mistrzem z Le Havre AC i zagrał swój pierwszy mecz w Ligue 1 w następnym sezonie.
22 czerwca 2010 roku Jean-Armel podpisał 4–letni kontrakt z Stade Rennais FC. Strzelił swoją pierwszą bramkę w Ligue 1, 18 grudnia 2010 przeciwko FC Valenciennes. W latach 2014–2016 grał w Toulouse FC, a latem 2016 przeszedł do Kayserisporu. W latach 2019–2021 grał w Gaziantep FK, a latem 2021 przeszedł do FC Metz.
| Sezon   | Klub          | Kraj    | Flaga   | Rozgrywki | Mecze | Bramki | Rozgrywki Europy | Mecze | Bramki |
| ------- | ------------- | ------- | ------- | --------- | ----- | ------ | ---------------- | ----- | ------ |
| 2007/08 | Le Havre AC   | Francja | Francja | Ligue 2   | 4     | 0      | -                | -     | -      |
| 2008/09 | Le Havre AC   | Francja | Francja | Ligue 1   | 10    | 0      | -                | -     | -      |
| 2009/10 | Le Havre AC   | Francja | Francja | Ligue 2   | 28    | 0      | -                | -     | -      |
| 2010/11 | Stade Rennais | Francja | Francja | Ligue 1   | 28    | 1      | -                | -     | -      |
| 2011/12 | Stade Rennais | Francja | Francja | Ligue 1   | 34    | 1      | Liga Europy UEFA | 7     | 0      |
| 2012/13 | Stade Rennais | Francja | Francja | Ligue 1   | 30    | 0      | -                | -     | -      |
| 2013/14 | Stade Rennais | Francja | Francja | Ligue 1   | 21    | 1      | -                | -     | -      |
| 2014/15 | Stade Rennais | Francja | Francja | Ligue 1   | 0     | 0      | -                | -     | -      |
| 2014/15 | Toulouse FC   | Francja | Francja | Ligue 1   | 13    | 1      | -                | -     | -      |
| 2015/16 | Toulouse FC   | Francja | Francja | Ligue 1   | 18    | 2      | -                | -     | -      |
| 2016/17 | Kayserispor   | Turcja  | Turcja  | Süper Lig | 27    | 0      | -                | -     | -      |
| 2017/18 | Kayserispor   | Turcja  | Turcja  | Süper Lig | 30    | 1      | -                | -     | -      |
| 2018/19 | Kayserispor   | Turcja  | Turcja  | Süper Lig | 28    | 0      | -                | -     | -      |
| 2019/20 | Gaziantep FK  | Turcja  | Turcja  | Süper Lig | 33    | 1      | -                | -     | -      |
| 2020/21 | Gaziantep FK  | Turcja  | Turcja  | Süper Lig | 17    | 2      | -                | -     | -      |

Stan na: koniec sezonu 2020/2021

## Kariera reprezentacyjna
Kana-Biyik jest reprezentantem Kamerunu i on zadebiutował w 2012 roku.

## Sukcesy

### Klubowe
- Le Havre AC
  - Ligue 2: 2008

## Życie prywatne
Jego ojciec Andre Kana-Biyik i stryj François Omam-Biyik również byli piłkarzami i reprezentantami kraju.